# Amerika
Amerika je skupno ime za kopno na zemeljski zahodni polobli, ki zaobjema celini Južno in Severno Ameriko s pripadajočimi otoki, lahko pa se nanaša tudi na to kopno kot eno samo celino kot približna sopomenka Novemu svetu. Običajno pa Južno in Severno Ameriko vendarle obravnavamo kot ločeni celini, zato se ime v angleščini včasih uporablja v množinski obliki – Americas oz. Ameriki. V pogovornem jeziku – tako v angleščini kot slovenščini – se beseda Amerika najpogosteje nanaša na Združene države Amerike, eno od suverenih držav v Severni Ameriki.
Tudi geološko sta Južna in Severna Amerika ločeni celini, vsaka na svoji tektonski plošči, ki ju je šele v razmeroma nedavni geološki zgodovini pred nekaj milijoni let povezala Panamska ožina. Obe celini na zahodnem robu kot hrbtenica povezuje praktično neprekinjen pas gorovij, ameriške Kordiljere, ki pa so prav tako geološko mlada gorovja. Vzhodno od njih se razprostirajo nižavja z velikimi rečnimi sistemi. Z imenom Srednja Amerika opisujemo del Severne Amerike južno od reke Rio Grande, ki zajema Mehiko, Medmorsko Ameriko in Karibe, vendar te ne obravnavamo kot samostojno celino.
Kulturno delimo Ameriko na Angloameriko na severu, ki je kulturno vezana na Severno Evropo, in Latinsko Ameriko na jugu, kjer prevladuje kulturni vpliv Španije ter Portugalske, z mejo po reki Rio Grande. Politično se ozemlje deli na 35 suverenih držav, vsebuje pa še eno avtonomno deželo Danske, šest čezmorskih ozemelj Francije, osem čezmorskih ozemelj Združenega kraljestva in šest čezmorskih ozemelj Kraljevine Nizozemske. Skupno tam živi približno milijarda ljudi.

## Poimenovanje
Ime »Amerika« izvira iz poimenovanja America, ki ga je prvi uporabil nemški kartograf Martin Waldseemüller leta 1507 na zemljevidu sveta, ki ga je izdelal. Na skrajnem zahodu je upodobil nova ozemlja po opisih in ilustracijah raziskovalca Ameriga Vespuccija ter jim dal ime po latinizirani obliki Vespuccijevega imena (Americus), a v ženski slovnični obliki, da se sklada z imeni ostalih celin. Nekateri menijo, da je s tem prezrl Kolumbov pomen za odkritje Amerike, toda iz Waldseemüllerjevih zapisov je razvidno, da je s tem počastil Vespuccija, ki je na svojih potovanjih prvi spoznal, da so karibski otoki, do katerih je prišel Kolumb, del nove celine.